# فندق بولمان دبي أبراج بحيرات جميرا
فندق بولمان دبي أبراج بحيرات جميرا يقع في الكتلة "T" من أبراج بحيرات جميرا. ويعد فندق الخمس نجوم، وهو ثاني أملاك فنادق بولمان في دبي. كان الفندق يضم في البداية 155 غرفة وثلاث صالات للطعام والشراب وهي: مطعم الفصول الذي يقدم خدماته طوال اليوم وصالة لا فيو المكشوفة ومقهى أهلاً. كما أنه أحد المعالم الدائمة المدرجة على قوائم أفضل الفنادق من فئة الخمس نجوم في دبي.

## لمحة تاريخية
يعدّ فندق بولمان دبي جميرا من الفنادق الحديثة، كما إنّ فنادق أكور تملك جزءاً من فنادق ومنتجعات بولمان. وقد كانت فنادق بولمان في البداية سلسلة فنادق فاخرة تابعة للشركة الدولية للعربات (CWL)، ثم تم الاستيلاء عليها من قبل مجموعة فنادق أكور. وفي منتصف عام 2007، قامت المجموعة بتجديد علامتها التجارية للفنادق المخصصة للمسافرين من رجال الأعمال.
وتملك المجموعة 99 فندقاً في ثمانٍ وعشرين بلداً. وقد بدأت العلامة التجارية للفنادق العالمية الفاخرة عملياتها في فندقها الثاني في دبي في العشرين من كانون الثاني/ يناير عام 2015. أما الفندق الآخر في دبي فهو فندق بولمان دبي كريك سيتي سنتر.
وقد بدأ فندق بولمان دبي جميرا بتقديم الخدمات لزبائنه بعد شهر من ذلك في شباط/ فبراير. وعلى الرغم من أن الفندق بدأ عملياته بثلاثة مطاعم فقط، بما في ذلك صالات الطعام والشراب وما يقرب من 155 غرفة، إلا أنه قد تمت إضافة الكثير من الغرف إلى البنية التحتية ويضم الفندق حالياً مطعمين وثلاثة بارات وما مجموعه 354 غرفة.

## الموقع
يقع فندق بولمان دبي جميرا في أبراج بحيرة جميرا، على مقربة من ميناء جبل علي ومدينة دبي للإعلام. وتوفر جميع الفنادق إطلالةً بانورامية على المدينة ومرسى دبي، ويبعد الفندق 30-40 دقيقة تقريباً عن مطار دبي الدولي. كما يمكن الحصول على خدمة النقل إلى المطار من قسم الخدمات في الفندق عند الطلب. كذلك يبعد مرسى دبي مسافة 600 متر فقط عن فندق بولمان دبي جميرا.